# 북산정
북산정(北山亭)은 대한민국 경상남도 합천군 북산면 외토리에 있는, 류덕용(1563～1644)선생을 모신 재실이다. 2005년 7월 21일 경상남도의 문화재자료 제374호로 지정되었다.

## 개요
북산정은 류덕용(1563～1644)선생을 모신 재실로 고종 10년(1873) 문중에서 뜻을 모아 건립하였다.
건물은 정면 4칸, 측면 1칸 반의 규모로 전면 반 칸에 퇴를 둔 전퇴집 형식으로 실의 배열은 가운데 둔 2칸의 대청을 중심으로 좌, 우에 각 1칸씩의 방을 들인 구성이다. 마루는 모두 우물마루로 구성하였으며 전퇴칸도 툇마루로 구성하여 마루의 면적을 넓혔고 양측방의 뒤쪽에는 벽장을 시설하였다.
자연석을 3～4단 정도 쌓아 조성한 기단위에 초석을 놓고 기둥을 세웠는데 기둥은 전면에만 원기둥을 사용하였다.
가구는 3량구조로 툇간에서 보낸 퇴보와 연결한 대들보 위에 긴 각대공을 세워 종도리를 받게한 간단한 구조인데 방의 상부에는 각대공을 세웠으나 대청부분에는 원형의 판대공을 보방향이 아닌 도리방향으로 세운 것이 특이하다.
좌, 우측면의 하인방과 중인방 사이, 그리고 중인방과 들보 사이에 세운 벽선들은 긴 각대공과 어울려 고풍스럽다. 홑처마에 박공지붕 형식이다

## 참고 문헌
- 북산정 - 국가유산청 국가유산포털